# Virley
Virley – wieś w Anglii, w hrabstwie Essex, w dystrykcie Colchester. Leży 25 km na wschód od miasta Chelmsford i 74 km na północny wschód od Londynu.